# نهر أتشوا

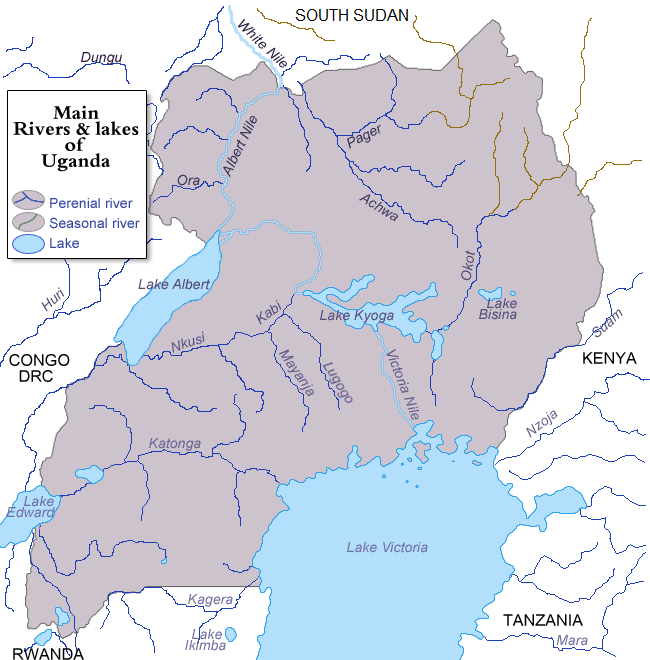
أنهار وبحيرات أوغندا

نهر أتشوا هو أحد أنهار أوغندا في شرق أفريقيا. ويجري النهر في وسط الجزء الشمالي من البلد، عابرًا جزءً كبيرًا من هضبة أوغندا الشمالية ومرتفعاتها الشمالية قبل أن يعبر الحدود إلى جنوب السودان حيث يرتبط بالنيل الأبيض. يعرف النهر في جنوب السودان باسم نهر أسوا (بالإنجليزية: Aswa River)‏.
‌